# Polana icara
Polana icara är en insektsart som beskrevs av Delong och Freytag 1972. Polana icara ingår i släktet Polana och familjen dvärgstritar. Inga underarter finns listade i Catalogue of Life.